# Energy München
 (décembre 2019).
Energy München (en français : « NRJ Munich ») est une station de radio locale privée  de Energy Deutschland (NRJ Allemagne) destinée aux habitants de la ville de Munich.

## Historique
La radio locale munichoise est fondée en 1984 en tant que l’une des premières stations de radio câblées sous le nom de Radio Xanadu. Elle est diffusée à partir de 1988 sur sa propre fréquence. En 1991, les actionnaires obligent Thomas Gottschalk, directeur du programme, qui avait quitté Bayern 3, à prendre en charge le programme du matin pendant un certain temps. Le concept est complètement repensé. Sous le nouveau nom de Radio Xanadu Classic Rock, seule la musique rock est jouée, pas de musique pop ni de musique germanophone. Il y a aussi des contributions éditoriales sophistiquées et des talk-shows. Le succès commercial, cependant, n'a pas lieu. En conséquence, la majorité des actions sont vendues au groupe NRJ en 1994.

## Diffusion
Cette radio peut être reçue à Munich et dans les environs par le canal DAB 11C et la fréquence FM 93,3 MHz, ainsi que dans toute la Haute-Bavière par le câble.

## Source de la traduction
- (de) Cet article est partiellement ou en totalité issu de l’article de Wikipédia en allemand intitulé « Energy München » (voir la liste des auteurs).